# Oxycnemis pacifica
Oxycnemis pacifica là một loài bướm đêm trong họ Noctuidae.